# Orvieto
Orvieto város Olaszország Umbria régiójának délnyugati részén. A település egy vulkáni tufa alkotta hegy csúcsán helyezkedik el. A város fekvése talán a legdrámaibb Európában, hiszen a hegy oldala szinte függőlegesen emelkedik a várost védelmező kőfalakig.

## Fő látnivalók

### A dóm
Orvieto elsősorban gótikus katedrálisáról vagy dómjáról ismert. Az épület oldala fehér és zöldes fekete csíkokkal díszített. Ezeket az építészeti elemeket gyakran Arnolfo di Cambiónak tulajdonítják, de a legújabb vélemények szerint a dóm fő kőművese egy jelentéktelen szerzetes, a perugiai Fra' Bevignate volt. Az építkezés munkálatait 1290-ben kezdték meg. A homlokzat (lásd balra) különösen lenyűgöző. Megtalálhatóak rajta Lorenzo Maitani jellegzetes szobrai is a XIV. századból. Az épület belsejében a San Brizio kápolna falain Fra Angelico és Luca Signorelli művészek freskóit láthatjuk. A kápolna bal oldalán a Gualterio család síremléke foglal helyet.

### Etruszk romok
Orvietoban, sok más közép-olasz városhoz hasonlóan szintén találhatóak etruszk romok. Többek közt a település több, mint 2000 éves falának egyes részei is fennmaradtak. A hegy lábánál barackosok és szőlőföldek ölelésében terül el a Crocefisso di Tufo etruszk temető. Körülbelül 100 síremlék található it, amelyek rács alakzatban helyezkednek el.

### A föld alatti város
A földalatti város (Sotterranei di Orvieto) hosszú labirintusrendszerrel, pincékkel, termekkel, váratlan átjárókkal, ciszternákkal rendelkezik, amelyek vezetett túrákon látogathatók meg.

### Az Albornoz erőd
Az eredeti erődítmény 1364 -ből származik, amelyet nagy árok vett körül, felvonóhidakkal. Mára csak egy része maradt fenn.

## Gazdaság
Az Orvietótól északkeletre elterülő borvidéken értékes fehérborokat, valamint különféle vörösborokat termelnek.
Orvieto tagja az úgynevezett Cittaslow mozgalomnak, melynek célja a manapság felgyorsult élet tempójának visszafogása.

## Galéria

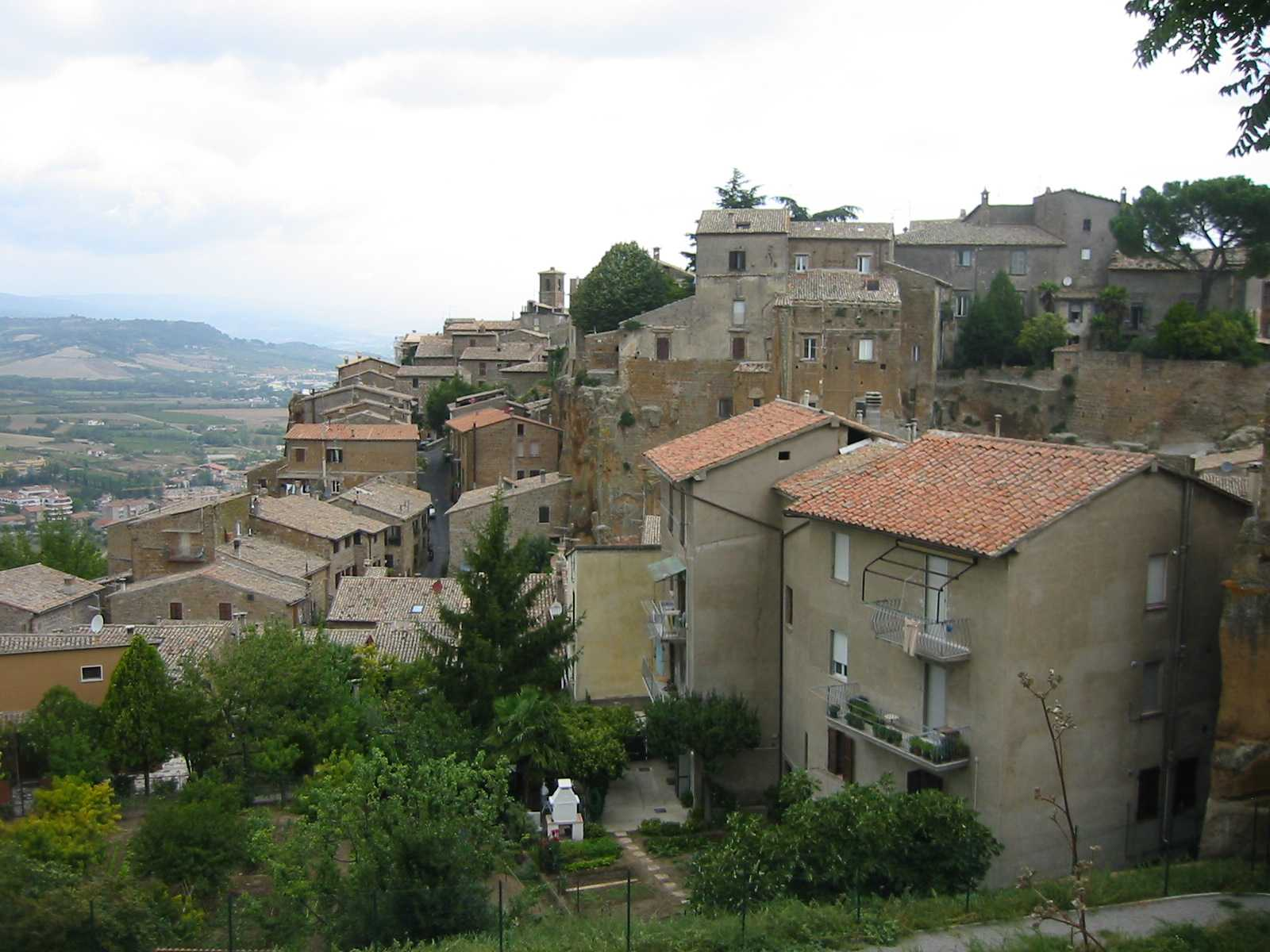
A hegyoldal
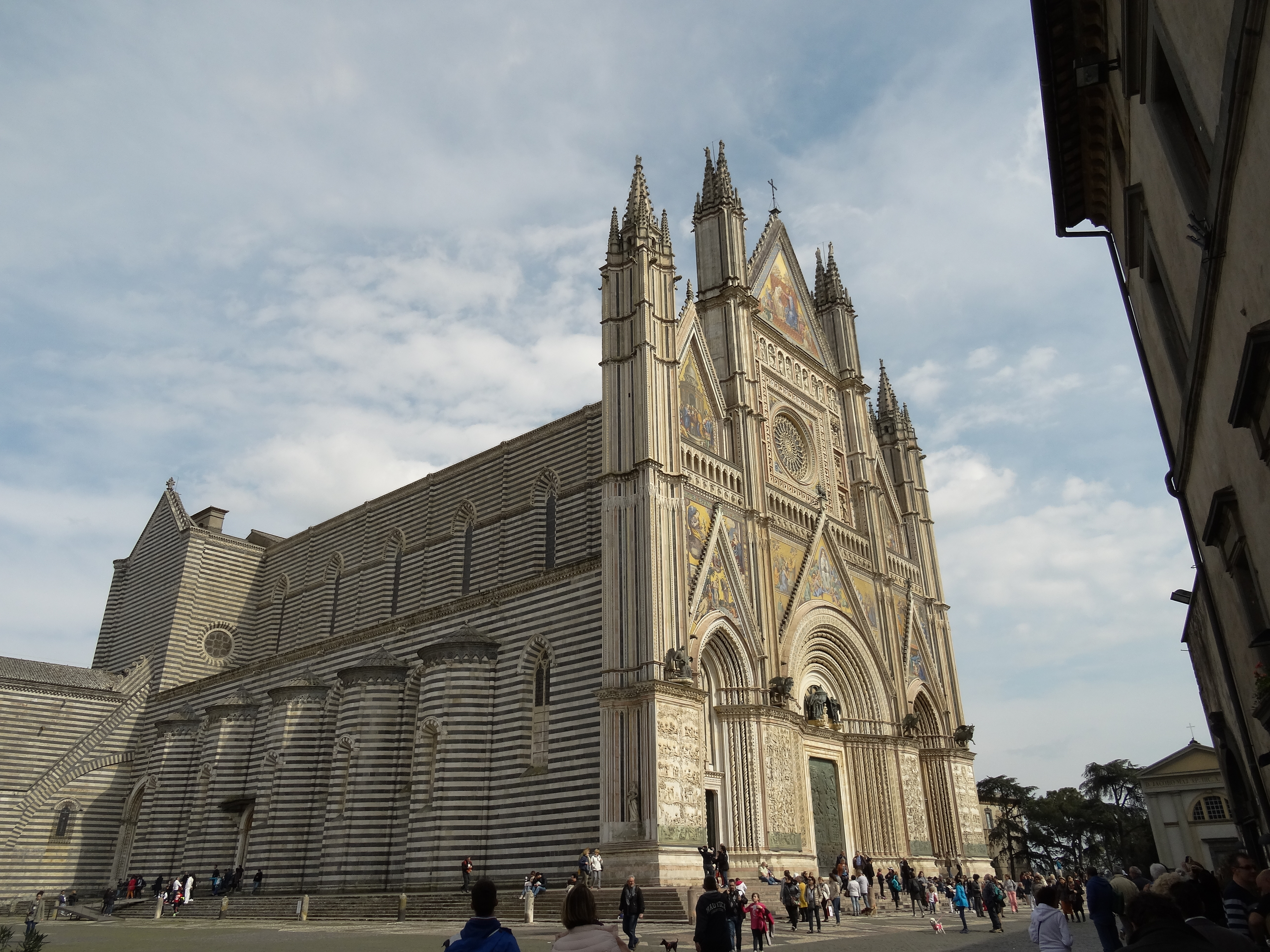
A dóm homlokzata
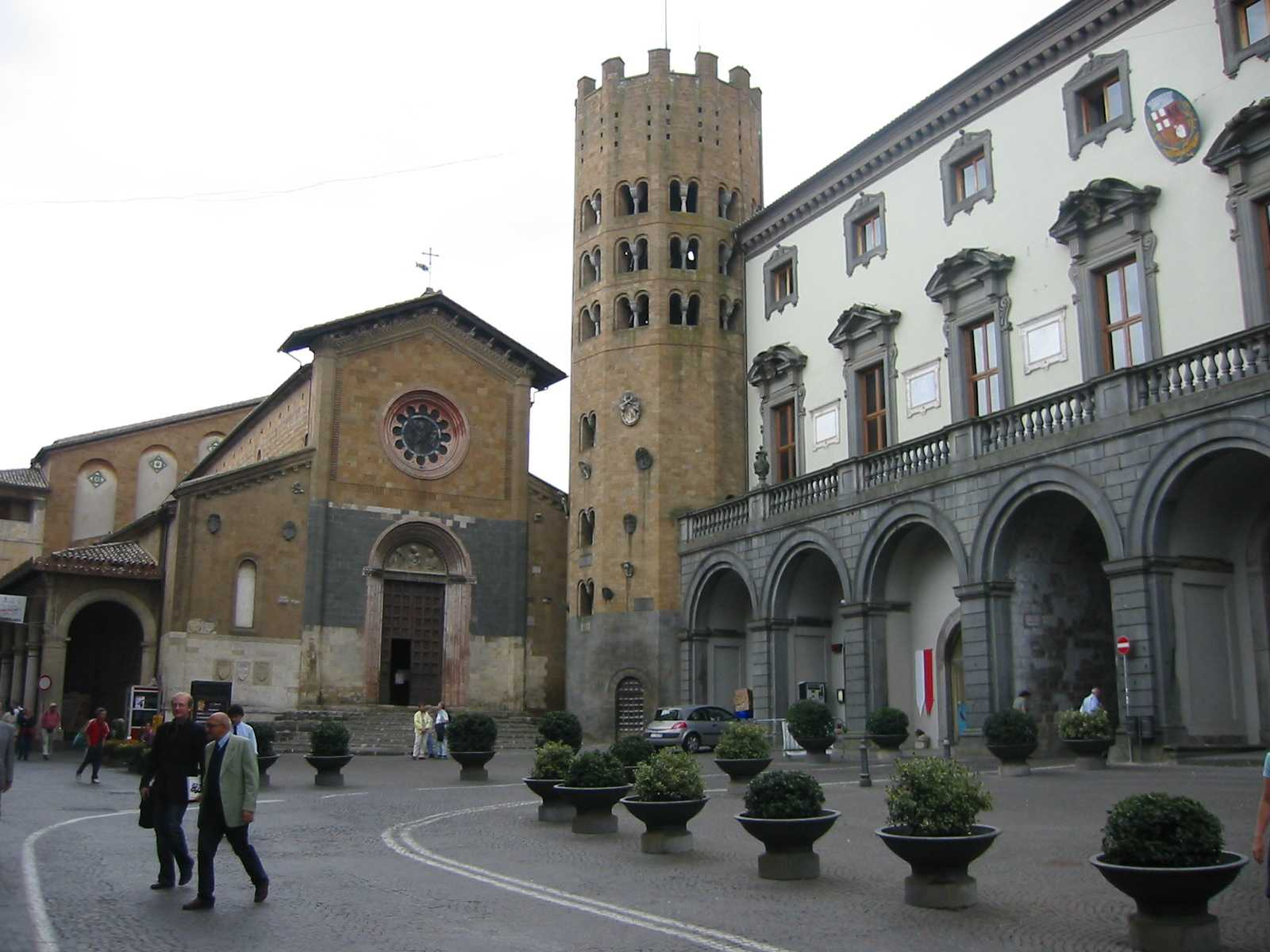
A Köztársaság tér
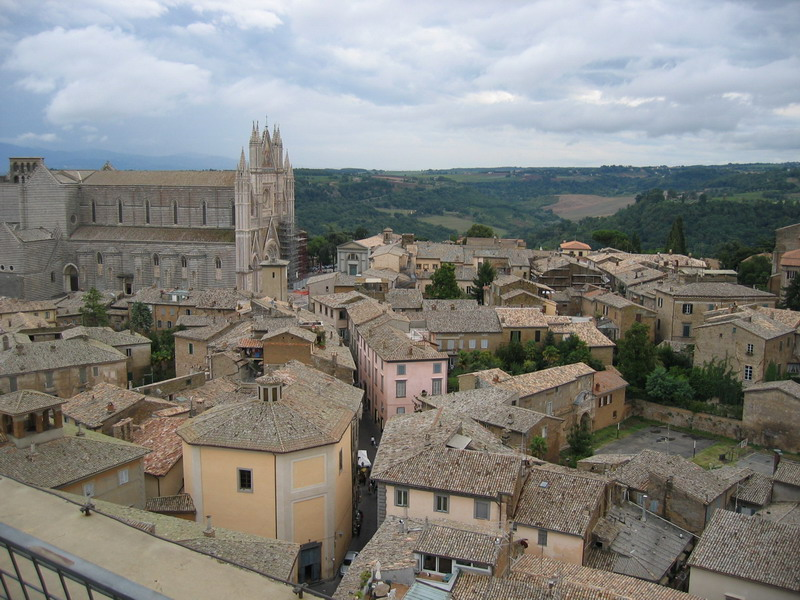
Orvieto felülről
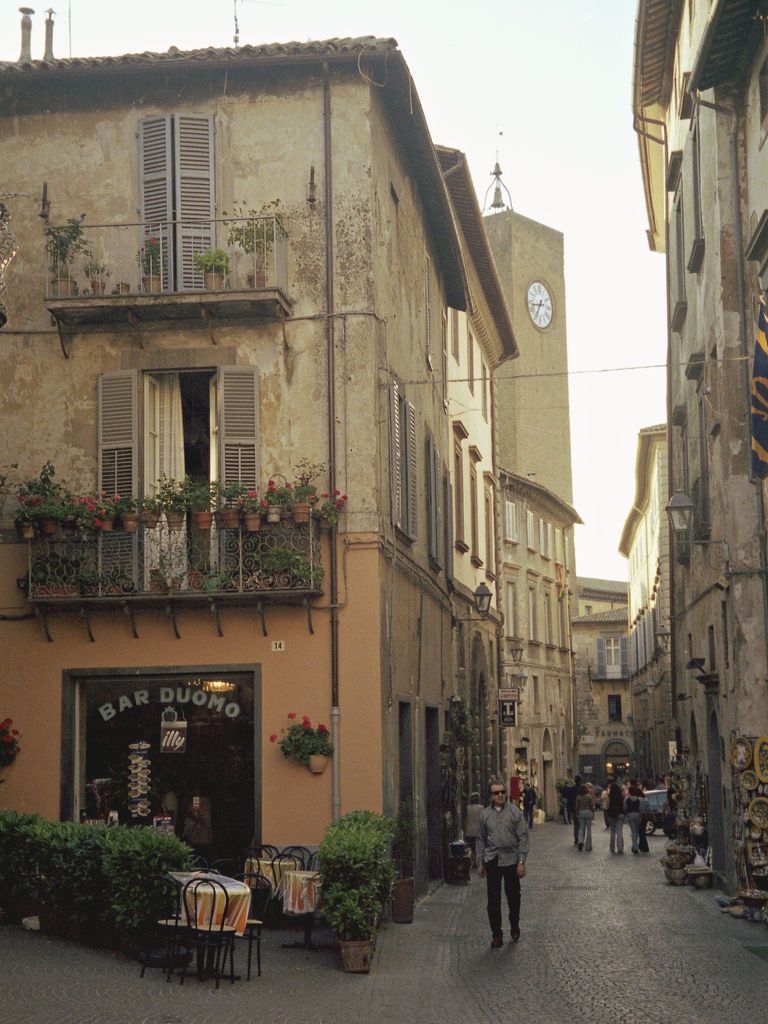
Kis utca Orvietóban
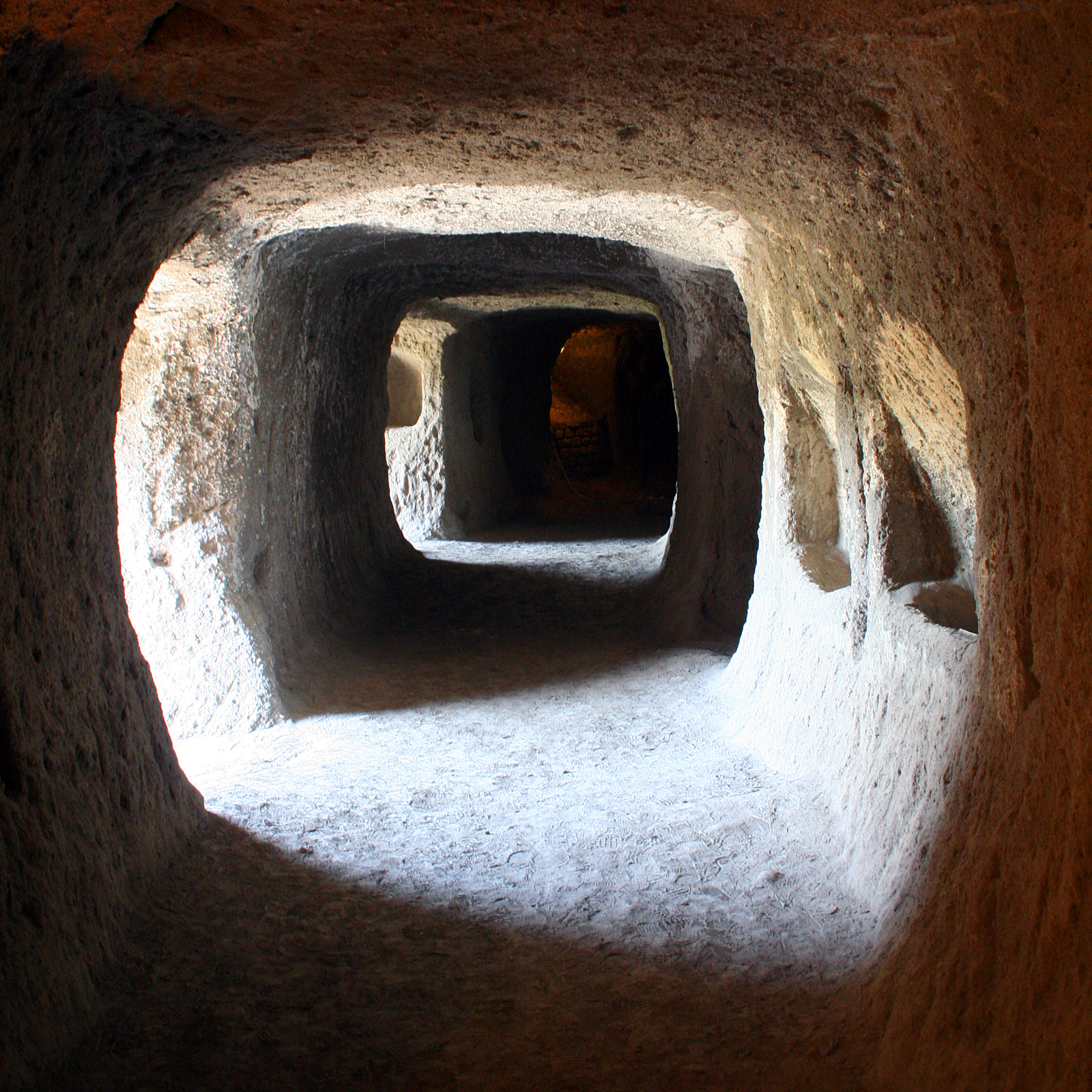
A földalatti város alagútja
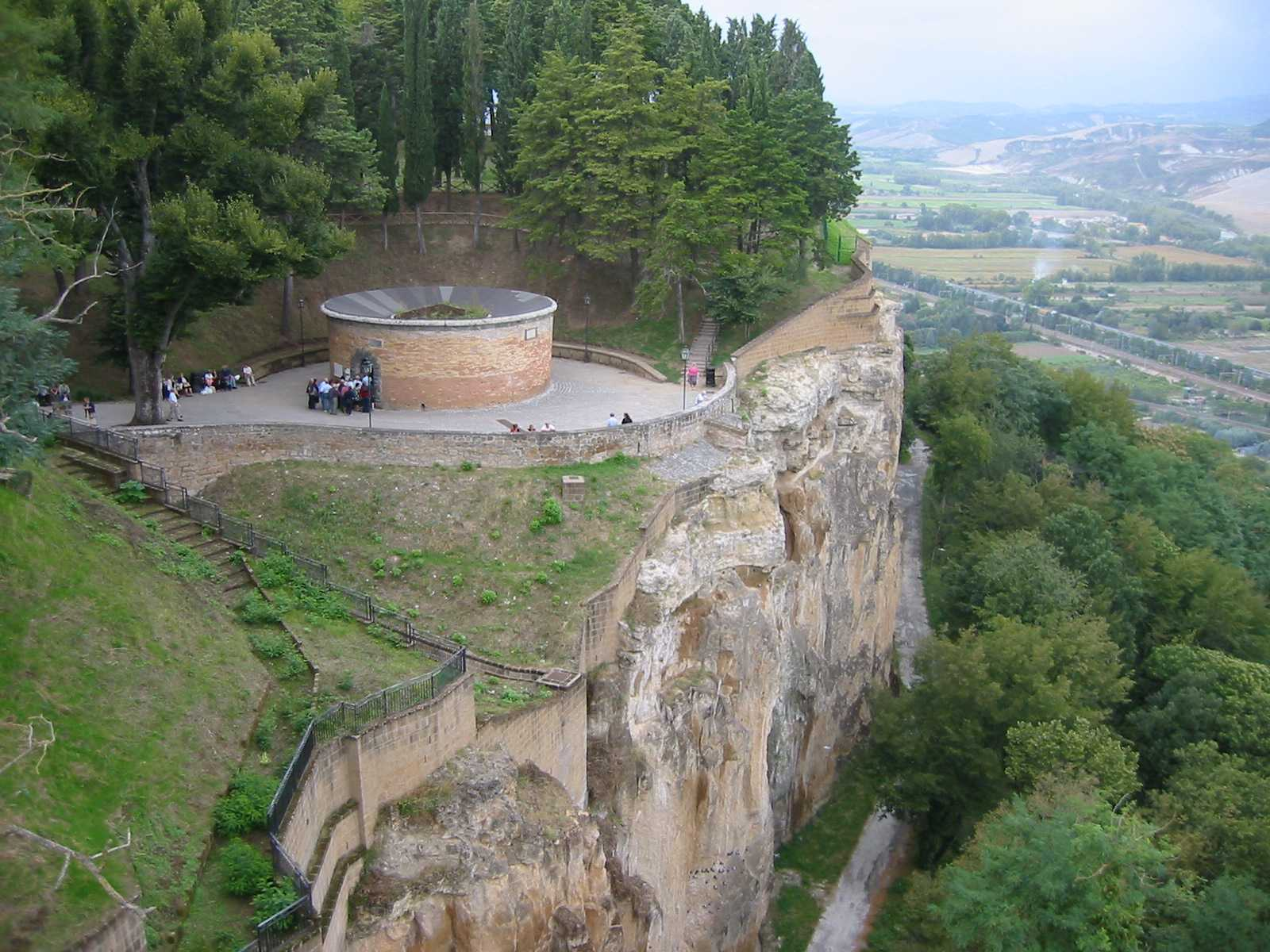
A Pozzo di San Patrizio (kút) madártávlatból

## Testvérvárosok
- Franciaország, Givors
- Japán, Maebasi
- Amerikai Egyesült Államok, Aiken (Dél-Karolina))
- Finnország, Seinäjoki
- Málta, Kerċem

## Fordítás
- Ez a szócikk részben vagy egészben  az   Orvieto című angol Wikipédia-szócikk fordításán alapul.  Az eredeti cikk szerkesztőit annak laptörténete sorolja fel. Ez a jelzés csupán a megfogalmazás eredetét és a szerzői jogokat jelzi, nem szolgál a cikkben szereplő információk forrásmegjelöléseként.